# Bacanius cooki
Bacanius cooki är en skalbaggsart som beskrevs av Yves Gomy 1976. Bacanius cooki ingår i släktet Bacanius och familjen stumpbaggar. Inga underarter finns listade i Catalogue of Life.